# Copa ACLAV 2014
La Copa ACLAV 2014 fue la décima edición de la segunda competencia nacional más importante a nivel de clubes de vóley masculino en la Argentina. Comenzó el 16 de octubre en Neuquén con el partido entre Gigantes del Sur y UPCN San Juan Vóley, encuentro que ganó el elenco sanjuanino.
La fase final se jugó en el Estadio República de Venezuela, el cual pertenece a "Personal" Bolívar, por segunda vez en la historia, teniendo en cuenta la Copa ACLAV 2006. Allí, el elenco local se alzó con su quinto título, venciendo en la final a su clásico rival, UPCN San Juan Vóley en cinco sets.

## Equipos participantes
Del certamen participan los diez equipos de la temporada. Ante la baja de la competencia de algunos equipos, como Sarmiento Santana Textiles, de Resistencia, Chaco o PSM Vóley de Puerto General San Martín, Santa Fe, el certamen redujo su cantidad de participantes respecto a la anterior copa.
| Club                     | Localidad                     | 13-14        | Estadio                            |
| ------------------------ | ----------------------------- | ------------ | ---------------------------------- |
| Boca Río Uruguay Seguros | Ciudad de Buenos Aires        | 4.º          | Microestadio Luis Conde            |
| Ciudad Vóley             | Ciudad de Buenos Aires        | 6.º          | San José                           |
| Personal Bolívar         | Bolívar, Buenos Aires         | 7.º          | República de Venezuela             |
| Gigantes del Sur         | Neuquén, Neuquén              | 8.º          | Estadio Ruca Che                   |
| La Unión                 | Formosa, Formosa              | 5.º          | Estadio Cincuentenario             |
| Lomas Vóley              | Lomas de Zamora, Buenos Aires | 2.º          | Estadio Lomas de Zamora            |
| Obras Pocito             | San Juan, San Juan            | 9.º          | Estadio Aldo Cantoni               |
| UNTreF Vóley             | Tres de Febrero, Buenos Aires | 11.º         | CEDEM N.° 2                        |
| UPCN Vóley               | San Juan, San Juan            | 1.º          | Estadio Aldo Cantoni               |
| Pilar Vóley              | Pilar, Buenos Aires           | 1.° Serie A2 | Polideportivo Coop. de Tortuguitas |

## Sistema de disputa
La copa está dividida en dos etapas, la primera fase, o fase clasificatoria, y la fase final. Esta temporada la fase final se redujo de seis equipos a cuatro.
Primera fase
Los participantes se dividen en grupos donde se enfrentan los unos a los otros en tres fines de semana. Los mejores dos equipos de cada grupo avanzan de fase.
Para determinar los mejores equipos se utiliza el mismo sistema que en la Serie A1, se los ordenará en una tabla de posiciones según sus resultados, donde se tienen en cuenta los resultados en los partidos de la siguiente manera:
- Por partido ganado en tres o cuatro sets se otorgan 3 puntos.
- Por partido empatado en cuatro sets se otorga 1 punto más un punto al ganador del quinto set.
- Por partido perdido no se otorgan puntos.

Segunda fase
Los cuatro equipos clasificados se emparejan en duelos eliminatorios, donde los ganadores de los mismos juegan la final, mientras que los perdedores el partido por el tercer puesto. Esta fase se juega en una misma sede. El ganador de la final se proclama campeón de la copa.

## Primera fase

### Zona 1
| Pos. | Equipo              | Partidos | Partidos | Partidos | Sets | Sets | Tantos | Tantos | Pts |
| Pos. | Equipo              | PJ       | PG       | PP       | SG   | SP   | TG     | TP     | Pts |
| ---- | ------------------- | -------- | -------- | -------- | ---- | ---- | ------ | ------ | --- |
| 1.º  | Personal Bolívar    | 4        | 4        | 0        | 12   | 1    | 320    | 248    | 12  |
| 2.º  | UPCN San Juan Vóley | 4        | 3        | 1        | 10   | 4    | 328    | 293    | 9   |
| 3.º  | Gigantes del Sur    | 4        | 2        | 2        | 6    | 6    | 281    | 271    | 6   |
| 4.º  | Pilar Vóley         | 4        | 1        | 3        | 3    | 9    | 246    | 291    | 3   |
| 5.º  | Obras de San Juan   | 4        | 0        | 4        | 1    | 12   | 249    | 321    | 0   |

|  |                            |
|  | Clasificado a semifinales. |

| Weekend 1     | Weekend 1        | Weekend 1 | Weekend 1         | Weekend 1 | Weekend 1 | Weekend 1 | Weekend 1 | Weekend 1 |
| Fecha         | Local            | Resul     | Visitante         | Set 1     | Set 2     | Set 3     | Set 4     | Set 5     |
| ------------- | ---------------- | --------- | ----------------- | --------- | --------- | --------- | --------- | --------- |
| 16 de octubre | Gigantes del Sur | 0 — 3     | UPCN San Juan     | 25—27     | 17—25     | 23—25     |           |           |
| 18 de octubre | Personal Bolívar | 3 — 0     | Pilar Vóley       | 25—13     | 25—22     | 25—15     |           |           |
| 18 de octubre | Gigantes del Sur | 3 — 0     | Obras de San Juan | 25—15     | 25—20     | 25—19     |           |           |

| Weekend 2     | Weekend 2         | Weekend 2 | Weekend 2        | Weekend 2 | Weekend 2 | Weekend 2 | Weekend 2 | Weekend 2 |
| Fecha         | Local             | Resul     | Visitante        | Set 1     | Set 2     | Set 3     | Set 4     | Set 5     |
| ------------- | ----------------- | --------- | ---------------- | --------- | --------- | --------- | --------- | --------- |
| 24 de octubre | UPCN San Juan     | 3 — 0     | Pilar Vóley      | 25—16     | 25—17     | 25—22     |           |           |
| 25 de octubre | Obras de San Juan | 0 — 3     | Personal Bolívar | 18—25     | 20—25     | 18—25     |           |           |
| 26 de octubre | Obras de San Juan | 0 — 3     | Pilar Vóley      | 24—26     | 15—25     | 22—25     |           |           |
| 27 de octubre | UPCN San Juan     | 1 — 3     | Personal Bolívar | 25—20     | 17—25     | 18—25     | 21—25     |           |

| Weekend 3      | Weekend 3        | Weekend 3 | Weekend 3         | Weekend 3 | Weekend 3 | Weekend 3 | Weekend 3 | Weekend 3 |
| Fecha          | Local            | Resul     | Visitante         | Set 1     | Set 2     | Set 3     | Set 4     | Set 5     |
| -------------- | ---------------- | --------- | ----------------- | --------- | --------- | --------- | --------- | --------- |
| 30 de octubre  | Pilar Vóley      | 0 — 3     | Gigantes del Sur  | 17—25     | 20—25     | 28—30     |           |           |
| 30 de octubre  | UPCN San Juan    | 3 — 1     | Obras de San Juan | 25—13     | 19—25     | 26—24     | 25—16     |           |
| 1 de noviembre | Personal Bolívar | 3 — 0     | Gigantes del Sur  | 25—23     | 25—16     | 25—22     |           |           |

### Zona 2
| Pos. | Equipo              | Partidos | Partidos | Partidos | Sets | Sets | Tantos | Tantos | Pts |
| Pos. | Equipo              | PJ       | PG       | PP       | SG   | SP   | TG     | TP     | Pts |
| ---- | ------------------- | -------- | -------- | -------- | ---- | ---- | ------ | ------ | --- |
| 1.º  | Boca Río Uruguay    | 4        | 3        | 1        | 11   | 6    | 395    | 352    | 9   |
| 2.º  | Lomas Vóley         | 4        | 3        | 1        | 10   | 6    | 377    | 347    | 8   |
| 3.º  | UNTreF Vóley        | 4        | 2        | 2        | 7    | 9    | 348    | 368    | 5   |
| 4.º  | La Unión de Formosa | 4        | 1        | 3        | 7    | 9    | 345    | 368    | 4   |
| 5.º  | Ciudad Vóley        | 4        | 1        | 3        | 5    | 10   | 314    | 344    | 4   |

|  |                            |
|  | Clasificado a semifinales. |

| Weekend 1     | Weekend 1        | Weekend 1 | Weekend 1    | Weekend 1 | Weekend 1 | Weekend 1 | Weekend 1 | Weekend 1 |
| Fecha         | Local            | Resul     | Visitante    | Set 1     | Set 2     | Set 3     | Set 4     | Set 5     |
| ------------- | ---------------- | --------- | ------------ | --------- | --------- | --------- | --------- | --------- |
| 18 de octubre | Lomas Vóley      | 3 — 1     | La Unión     | 25—16     | 25—15     | 26—28     | 25—21     |           |
| 18 de octubre | Boca Río Uruguay | 3 — 0     | Ciudad Vóley | 25—16     | 30—28     | 25—13     |           |           |
| 20 de octubre | UNTreF Vóley     | 3 — 1     | La Unión     | 19—25     | 25—23     | 25—19     | 25—20     |           |

| Weekend 2     | Weekend 2   | Weekend 2 | Weekend 2        | Weekend 2 | Weekend 2 | Weekend 2 | Weekend 2 | Weekend 2 |
| Fecha         | Local       | Resul     | Visitante        | Set 1     | Set 2     | Set 3     | Set 4     | Set 5     |
| ------------- | ----------- | --------- | ---------------- | --------- | --------- | --------- | --------- | --------- |
| 23 de octubre | La Unión    | 3 — 0     | Ciudad Vóley     | 25—22     | 25—23     | 25—16     |           |           |
| 25 de octubre | La Unión    | 2 — 3     | Boca Río Uruguay | 25—22     | 23—25     | 27—25     | 20—25     | 8—15      |
| 25 de octubre | Lomas Vóley | 3 — 0     | UNTreF Vóley     | 25—23     | 29—27     | 25—20     |           |           |

| Weekend 3      | Weekend 3        | Weekend 3 | Weekend 3    | Weekend 3 | Weekend 3 | Weekend 3 | Weekend 3 | Weekend 3 |
| Fecha          | Local            | Resul     | Visitante    | Set 1     | Set 2     | Set 3     | Set 4     | Set 5     |
| -------------- | ---------------- | --------- | ------------ | --------- | --------- | --------- | --------- | --------- |
| 30 de octubre  | Ciudad Vóley     | 3 — 1     | UNTreF Vóley | 22—25     | 25—13     | 25—20     | 25—22     |           |
| 1 de noviembre | Boca Río Uruguay | 2 — 3     | UNTreF Vóley | 25—19     | 21—25     | 25—19     | 20—25     | 14—16     |
| 1 de noviembre | Ciudad Vóley     | 2 — 3     | Lomas Vóley  | 20—25     | 25—22     | 18—25     | 25—22     | 11—15     |
| 3 de noviembre | Boca Río Uruguay | 3 — 1     | Lomas Vóley  | 25—23     | 25—19     | 23—25     | 25—21     |           |

## Segunda fase
|  | Semifinales           | Semifinales           |   |                        | Final                  | Final           |  |
|  | 9 de noviembre        | 9 de noviembre        |   |                        | 10 de noviembre        | 10 de noviembre |  |
|  |                       |                       |   |                        |                        |                 |  |
|  | 9 de noviembre, 21:00 |                       |   |                        |                        |                 |  |
|  | Personal Bolívar      | 3                     |   |                        |                        |                 |  |
|  | Lomas Vóley           | 1                     |   |                        |                        |                 |  |
|  |                       |                       |   |                        |                        |                 |  |
|  |                       |                       |   |                        | 10 de noviembre, 22:00 |                 |  |
|  |                       |                       |   |                        | Personal Bolívar       | 3               |  |
|  |                       | UPCN San Juan         | 2 |                        |                        |                 |  |
|  |                       |                       |   |                        |                        |                 |  |
|  |                       |                       |   |                        |                        |                 |  |
|  |                       |                       |   |                        | Tercer lugar           |                 |  |
|  | 9 de noviembre, 18:30 | 9 de noviembre, 18:30 |   | 10 de noviembre, 19:00 | 10 de noviembre, 19:00 |                 |  |
|  | Boca Río Uruguay      | 0                     |   | Lomas Vóley            | 3                      |                 |  |
|  | UPCN San Juan         | 3                     |   |                        | Boca Río Uruguay       | 1               |  |

### Semifinales
| Fecha          | Local            | Resul | Visitante     | Set 1 | Set 2 | Set 3 | Set 4 | Set 5 |
| -------------- | ---------------- | ----- | ------------- | ----- | ----- | ----- | ----- | ----- |
| 9 de noviembre | Boca Río Uruguay | 0 — 3 | UPCN San Juan | 27—29 | 20—25 | 22—25 |       |       |
| 9 de noviembre | Personal Bolívar | 3 — 1 | Lomas Vóley   | 25—19 | 25—23 | 23—25 | 25—13 |       |

### Tercer puesto
| Fecha           | Local            | Resul | Visitante   | Set 1 | Set 2 | Set 3 | Set 4 | Set 5 |
| --------------- | ---------------- | ----- | ----------- | ----- | ----- | ----- | ----- | ----- |
| 10 de noviembre | Boca Río Uruguay | 1 — 3 | Lomas Vóley | 22—25 | 22—25 | 25—22 | 22—25 |       |

### Final
| Fecha           | Local            | Resul | Visitante     | Set 1 | Set 2 | Set 3 | Set 4 | Set 5 |
| --------------- | ---------------- | ----- | ------------- | ----- | ----- | ----- | ----- | ----- |
| 10 de noviembre | Personal Bolívar | 3 — 2 | UPCN San Juan | 22—25 | 27—29 | 25—23 | 25—23 | 15—8  |

Personal Bolívar

Campeón

Quinto título